# 生命体工学研究科
生命体工学研究科（せいめいたいこうがくけんきゅうか）は、生命体工学の研究・教育を行う日本の大学院研究科。
生命体工学とは生体や脳の優れた機能を工学的に応用することを目的とし、電子工学、機械工学、材料工学、情報工学、生物工学、化学工学など広範な領域をまたがる学際的な分野である。

## 生命体工学研究科を持つ日本の大学院

### 国立大学
- 九州工業大学大学院
  - 九州工業大学大学院生命体工学研究科は北九州学術研究都市 にある若松キャンパスに設置されている。九州最大の工業地帯である北九州工業地帯に位置する。生体の持つ機械的、電気的、物質的な機能を対象とする生体機能専攻、脳の情報処理能力を対象とする脳情報専攻が存在する。脳情報専攻の21世紀COEプログラム「生物とロボットが織りなす脳情報工学の世界」(拠点リーダー・山川烈)[1]は中間評価でＡ評価を受けている[2]。隣接する早稲田大学大学院、北九州市立大学大学院との連携大学院である北九州学術研究都市連携大学院では生命体工学研究科の強みである人間親和性技術、脳情報工学を生かしカーエレクトロニクス分野の人材育成を行っている[3][4]。九州工業大学大学院生命体工学研究科は、安川電機、早稲田大学大学院情報生産システム研究科、北九州市立大学国際環境工学部・大学院国際環境工学研究科、九州歯科大学、産業医科大学、英国クランフィールド大学、理化学研究所脳科学総合研究センター等と連携している[5][6][7][8][9][10]。

2014年度より博士前期課程の生体機能専攻は生体機能応用工学専攻に、脳情報専攻は人間知能システム工学専攻に、博士後期課程の生体機能工学専攻、脳情報専攻は生命体工学専攻に改組された。